# Каменецький Юліан
Юліа́н Камене́цький (нар. 4 грудня 1892, Маріямпіль біля Галича — пом. 8 жовтня 1973, Стоктон, Каліфорнія, США) — історик, педагог, пластун, український громадський діяч.

## Життєпис
Вивчився на гімназійного учителя, два його брати обрали духовний сан і стали відомими священиками.
Учився спершу в початковій школі в Маріямполі, потім у Станіславській гімназії. У 1913 році став студентом Львівського університету, обрав для студій історію. Тоді ж став «пластуном» і залишився ним до кінця життя. Після початку Першої світової війни покликаний до війська, але за станом здоров'я його звільнили від служби. Як студент у 1916 році почав учителювати в Городенці, де на той час діяла єдина українська гімназія. 1917 вчителював у гімназії «Рідної Школи» в Яворові, до 1918 йому вдалось закінчити 5 семестрів у Львівському університеті.
1918 по Листопадовому чину переїжджає до Станиславова, знаходить місце викладача в українській гімназії. Організував і очолив «Молоду Громаду», що мала на меті створити українську бібліотеку, та залучати до громадської діяльності гімназистів. Українська Галицька Армія змушена була відступити за Збруч, з нею відійшов і Каменецький. Він зупинився в Кам'янці-Подільському, де продовжив студії в університеті, очолив студентську громадську раду. 1921 року повернувся в Галичину, організував гімназійні курси «Рідної Школи» у Долині, польська влада закрила їх.
1923 року завершує навчання в Карловому університеті у Празі; став учителем історії у гімназії «Рідної Школи» в Рогатині, у ній пропрацював 18 років. Був головою рогатинської філії товариства «Учительська громада»; не було жодної імпрези, в якій він не брав би участь.
В Рогатині організував протиалкогольне і протинікотинове товариство «Відродження». «Відродженці» з гімназії роз'їжджали містами і селами Галичини й активно пропагували тверезість і боротьбу з курінням; видавався журнал «Відродження» із додатком для молоді «Ми — молоді», був редактором журналу. Також в Рогатині організували Товариство охорони воєнних могил, було зведено пам'ятник героям українських визвольних змагань на місцевому цвинтарі.
1944 року — в еміграції у Австрії; у Зальцбурзі організував «пластову» станицю, потім став керівником «пластових» справ у всій Австрії.
Переїхавши до Америки, продовжував розбудовувати «пластунський» рух; видавав журнал «Листки дружнього зв'язку». Отримав найвищу «пластову відзнаку» — Пластові відзначення та нагороди — орден Святого Юрія в золоті.
В Чикаго поселився зі своєю родиною 1949 року, працював майже цілодобово, викладав у школі українознавство; був активним членом Наукового товариства ім. Т. Шевченка. Найбільшою його заслугою є створення Національного українського музею в Чикаго. 1952 року Мирослав Сіменович, Олекса Ганкевич, Орест Городинський і Каменецький організували ініціативну групу. 18 вересня 1954 року відбулись перші загальні збори управи музею. Головою директорії музею обрано Каменецького, він дав перші гроші на початкові видатки музею. Музей внесено до путівника міста Чикаго.
Останні роки життя Каменецький провів у Каліфорнії — переїхав за станом здоров'я 1960 року, в місто Стоктон. Був членом керівних органів Українського конгресового комітету Сан-Франциско, куди доїжджав, читав доповіді, брав участь у національних імпрезах.